# Lapońska odyseja
Lapońska odyseja (fiń.: Napapiirin sankarit) – fińsko-islandzko-szwedzki dramat komediowy z 2010 roku w reżyserii Dome Karukoskiego.
Film otrzymał nagrody Fińskiej Fundacji Filmowej Jussi w 2011: dla najlepszego filmu, dla najlepszego reżysera oraz za najlepszy scenariusz. Był również nominowany do Irlandzkiej Nagrody Filmowej i Telewizyjnej IFTA w 2011 w kategorii najlepsza muzyka. Zdjęcia do filmu realizowano w Finlandii: w Kolari i Rovaniemi.

## Fabuła
Trzech przyjaciół wyrusza razem w zimną i śnieżną lapońską noc, by zdobyć dekoder. Jeśli go nie zdobędą jeden z nich zostanie bez dziewczyny.

## Obsada
- Jussi Vatanen jako Janne
- Jasper Pääkkönen jako Kapu
- Timo Lavikainen jako Tapio Räihänen
- Pamela Tola jako Inari Juntura
- Konsta Mäkelä jako Hatunen
- Sinikka Mokkila jako matka Jannego
- Erkki Hetta jako ojciec Jannego
- Asko Sahlman jako Martti Juntura
- Kari Ketonen jako Pikku-Mikko
- Miia Nuutila jako Marjukka
- Rinna Paatso jako koleżanka Marjukki
- Moa Gammel jako Anna
- Anna-Leena Härkönen jako recepcjonistka